# 个体生态学
个体生态学是研究單一物種的生態學，即只研究該物種及其環境，其物種影響環境和物種受環境的影響的情形。  例如，族群生態學便是个体生态学的一種。